# 卡平
卡平是巴西帕拉伊巴州的一个市镇。总面积78.165平方公里，总人口4304人，人口密度55.1人/平方公里。